# Dieudonné Spae
Dieudonné Spae (1819 - 1858 ) fue un botánico y horticultor belga.

## Algunas publicaciones
- 1858. Quelques mots prononcés le 24 février 1858 sur la tombe de Monsieur André Donkelaar, jardinier en chef du Jardin Botanique de Gand (Unas palabras pronunciadas el 24 de febrero de 1858 en la tumba de Sir Andrew Donkelaar, jardinero jefe del Jardín Botánico de Gante . 7 pp.

### Libros
- 1847. Mémoire sur les espèces du genre Lis. Ed. M. Hayez. 46 pp.

## Honores
- miembro de la Sociedad Real de Agricultura y de Botánica de Gante[2]
- miembro de la "Azalea Society of America[3]

### Epónimos
- Rhododendron subgénero Tsutsusi 'Dieudonne Spae'[4]

- La abreviatura «Spae» se emplea para indicar a Dieudonné Spae como autoridad en la descripción y clasificación científica de los vegetales.[5]